# Оптовая торговля в России
Оптовая торговля в России превратилась в один из важнейших двигателей экономического роста экономики страны с момента начала экономических реформ и либерализации рынка в конце 1980-х годов, хотя оптовая торговля существовала как в СССР, так и царской России. 
С начала 2000-х годов главным катализатором роста современного опта является рост стимулирующего его оборота розничной торговли за счёт постоянно повышающегося потребительского спроса на внутреннем рынке страны, который позволяет сглаживать колебания на экспортных направлениях, которые стали наиболее очевидны после начала долговременной рецессии в странах Еврозоны.
По состоянию на май 2013 года, доля оптовой торговли в структуре ВВП России достигала 10 %.

## В современной России
Современные темпы роста оптовой торговли не намного уступают темпам роста розничной. Так, за период 2000-2011 гг. оборот этого сектора увеличился более чем в 9 раз. Всё же, оптовая торговля традиционно отстаёт от розничной по темпам своей регионализации, оставаясь исторически более привязанной к развитой инфраструктуре Москвы и, в меньшей степени, Санкт-Петербургу. 
К примеру, в 2007 году в Москве проживало 8 % населения РФ, однако, столица обеспечивала 23 % розничной торговли страны и 37 % её оптового оборота. Доля Санкт-Петербурга в оптовом обороте страны (6 %) в два раз превышала его долю в населении (3 %).
2013 год
В 2013 году темпы роста оптового оборота страны (+3 %) оказались значительно выше прогнозируемых ранее (-3 %). Учитывая весомый вклад опта в структуру ВВП России, общий прирост ВВП в I квартале 2013 года (+1,6 %)  оказался значительно выше прогнозируемого ранее (+1,1 %).
2024 год
Согласно данным Ростат-а оборот оптовой торговли в сентябре 2024 года составил 22,2 миллиарда рублей, или 117,6% (в сопоставимых ценах) к соответствующему месяцу предыдущего года, в январе - сентябре 2024 года - 181,6 миллиарда рублей, или 116,4% к январю - сентябрю 2023 года. На долю субъектов малого предпринимательства приходилось 30,7% оборота оптовой торговли.
В 2024 году оборот оптовой торговли на 78,7% формировался организациями оптовой торговли, оборот которых составил 201,9 миллиарда рублей, или 112,6% в сопоставимых ценах к 2023 году.